# Joseph Gallieni
« Gallieni » redirige ici. Pour les autres significations, voir Gallieni (homonymie).
Joseph Gallieni, né le 24 avril 1849 à Saint-Béat (Haute-Garonne) et mort le 27 mai 1916 à Versailles, est un général, maréchal de France et administrateur colonial français.
Il prend une part active à l'expansion et à la consolidation de l'empire colonial, notamment en Afrique. Il fonde une méthode qui associe la brutalité, comme avec la répression de l'insurrection des Menalamba à Madagascar, au développement économique après une conquête progressive des territoires. Pendant la Première Guerre mondiale, gouverneur militaire de Paris, il prend notamment la décision de réquisitionner les taxis parisiens pour apporter du renfort à la bataille de l'Ourcq. Grand-croix de la Légion d'honneur en 1905, médaillé militaire en 1911, il est élevé à la dignité de maréchal de France à titre posthume en 1921.

## Biographie

### Famille
Joseph Simon Gallieni est le fils de Gaétan Marie Gallieni (1805-1894), officier d’infanterie, né en Italie, d’origine lombarde et de Françoise Périssé (1828-1902), originaire de Saint-Béat.
Époux de Marthe Savelli (1856-1914), le général eut pour fils l'ingénieur Théodore François Gaëtan Gallieni (1887-1940), père de l'artiste Michel Gallieni (1925-1979), dit Michel de Ré.

### Études
Après des études au Prytanée militaire de La Flèche où il a reçu le matricule 3522a, il intègre l’École spéciale militaire de Saint-Cyr en 1868. Le 15 juillet 1870, il est nommé sous-lieutenant dans l’infanterie de marine.

### Bazeilles (1870)
Avec le 3e régiment d’Infanterie de marine (3e RIMa), le nouveau promu participe à la guerre franco-allemande de 1870, au cours de laquelle il se bat notamment à Bazeilles, dans les rangs de la brigade Martin des Palières et de la fameuse Division Bleue. Blessé et fait prisonnier le 1er septembre, il est envoyé en captivité en Allemagne et ne rentre en France que le 11 mars 1871. Il a appris l'allemand lorsqu'il était prisonnier là-bas, et plus tard a tenu un carnet en allemand, anglais et italien intitulé "Erinnerungen of my life di ragazzo" ("Souvenirs de ma vie depuis mon enfance"),.

### Séjour à La Réunion (1872-1875)
Il commence sa carrière coloniale à La Réunion, où il reste trois ans, d'avril 1872 à août 1875. Il est promu lieutenant au 2e régiment d’infanterie de marine (2e RIMa) le 25 avril 1873.

### Expéditions en Afrique noire (1877-1881)

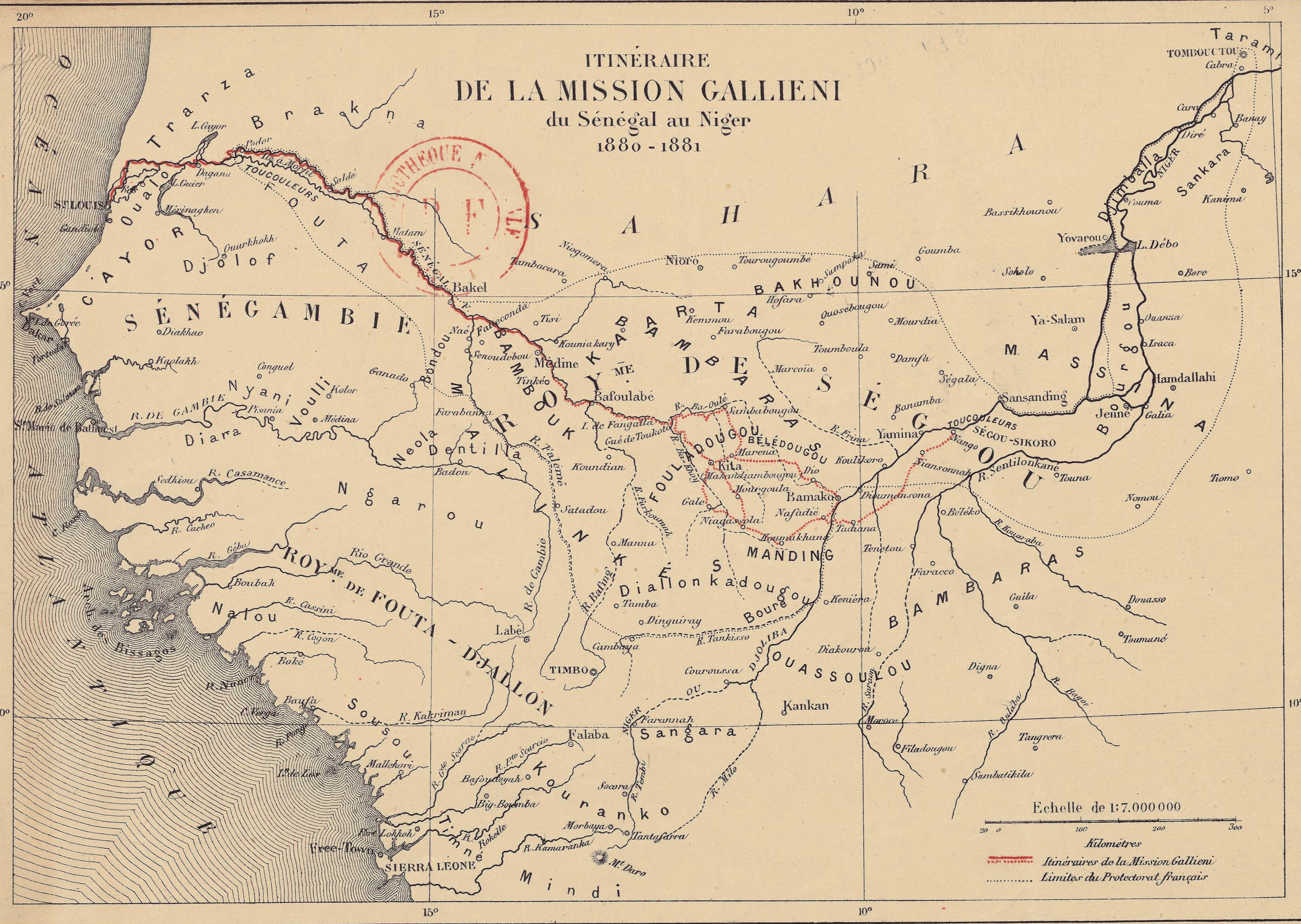
Itinéraire de la mission Gallieni, de Saint-Louis à Nango.

Le 11 décembre 1876, il obtient son envoi aux tirailleurs sénégalais et embarque le 20 pour Dakar, seuil de l’Afrique noire, où il prend part à diverses expéditions militaires et explorations. Il est promu capitaine en 1878.
Depuis la prise de Sabouciré, près de Logo, le 22 septembre 1878, la France affirme ses visées expansionnistes vers l'est. Gallieni est chargé par le gouverneur Brière de l'Isle d'explorer la région entre le Sénégal et le bassin du Niger, de nouer des liens avec les tributaires d'Ahmadou Tall et d'établir un poste aux frontières de l'empire toucouleur. Il part le 30 janvier 1880 en bateau de Saint-Louis à Richard-Toll (environ 100 km) sur le fleuve Sénégal. Établissant des protectorats avec des chefs locaux, il subit une déroute à la suite de l'attaque de guerriers bambaras et se retrouve emprisonné à Nango. Souhaitant éviter l'affrontement, l’almamy le laisse partir le 21 mars 1881 et accepte de signer un traité accordant la navigation française sur le Niger,.

### Commandant supérieur du Soudan français (1886-1888)

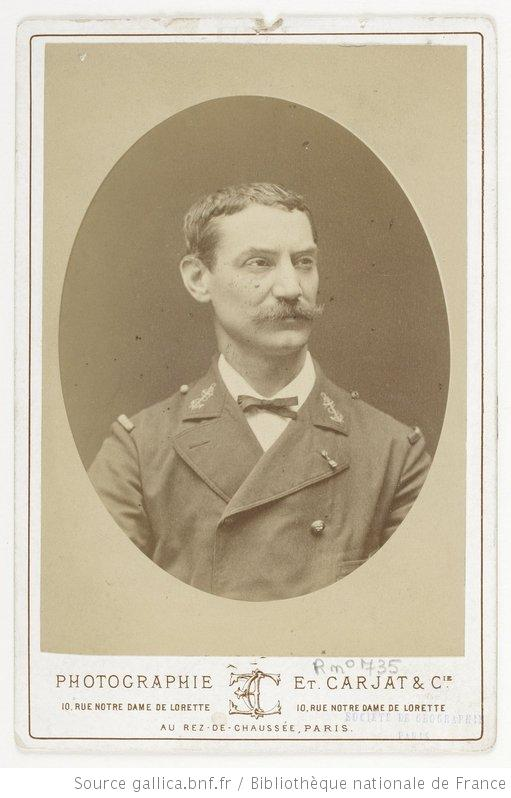
Le commandant Joseph Gallieni. Mission d’exploration dans le Haut-Niger 1880-1881.

Après un séjour en Martinique, de 1883 à 1886, il est nommé lieutenant-colonel, et reçoit, six mois plus tard, le 20 décembre, le commandement supérieur du Haut-Fleuve (colonie du Sénégal), territoire militaire au sein de la colonie du Sénégal. Il y obtient des succès aux dépens d’Ahmadou (1887) et fait consentir à Samory Touré un traité abandonnant, entre autres, la rive gauche du Niger, après une grande défaite dans la ville de Siguiri en Guinée, où il bâtit un fort, le fort Gallieni, qui abrite un cimetière où sont enterrés des spahis et des Français. Au cours de ce commandement, il réprime durement une insurrection des autochtones. Il quitte le Sénégal en avril 1888 et son successeur sera le chef de bataillon Louis Archinard, nommé à compter du 10 mai 1888 et qui arrivera à Kayes le 28 octobre 1888.

### Mission en Indochine (1892-1896)

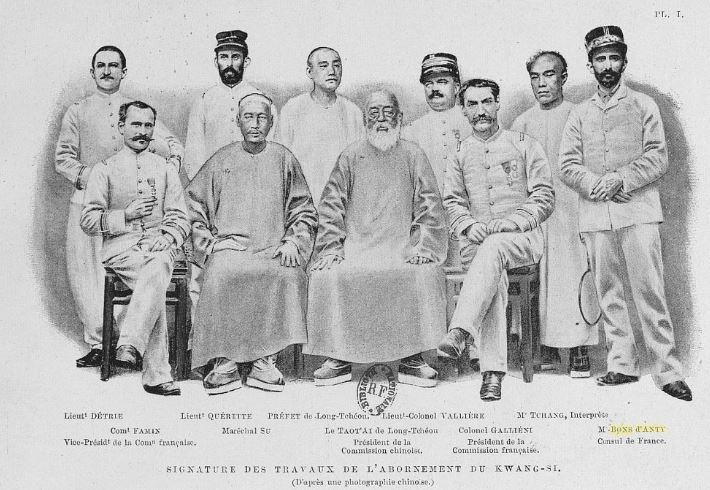
Gallieni et la commission d’abornement de la frontière entre Tonkin et Kwang-Si, 1894.

De retour en France, il est promu colonel le 11 mars 1891, chef d’état-major du corps d’armée de la Marine et breveté d’état-major avec la mention « très bien ». De 1892 à 1896 il est envoyé au Tonkin (Indochine), où il commande le 3e régiment de tirailleurs tonkinois le 11 octobre 1892 puis la première brigade le 15 novembre 1892 avant la seconde division militaire du territoire. Il lutte contre les pirates chinois puis consolide la présence française en organisant l’administration du pays. Son principal collaborateur est alors le commandant Lyautey. C’est à cette époque qu’il élabore les prémices de ce qui est convenu d’appeler sa doctrine coloniale, tels que la « tache d’huile », et la « politique des races », raffinement de la politique du diviser pour régner. Il s’exprime en outre avec une brutale franchise sur la méthode à suivre pour affermir les conquêtes coloniales :

« Frapper à la tête et rassurer la masse égarée par des conseils perfides et des affirmations calomnieuses, tout le secret d’une pacification est dans ces deux termes. En somme, toute action politique dans la colonie doit consister à discerner et mettre à profit les éléments locaux utilisables, à neutraliser et détruire les éléments locaux non utilisables. »

### Gouverneur général de Madagascar (1896-1905)
Promu général de brigade, il est envoyé en 1896 à Madagascar en tant que résident général. Il arrive à Tananarive le 15 septembre. À la méthode diplomatique de son prédécesseur, le général M. Laroche, il préfère la méthode forte pour endiguer la montée de la résistance anti-coloniale. Il instaure le travail forcé des indigènes en imposant 50 jours de corvée par adulte. La cour royale, foyer de résistance contre la France, est placée sous surveillance.

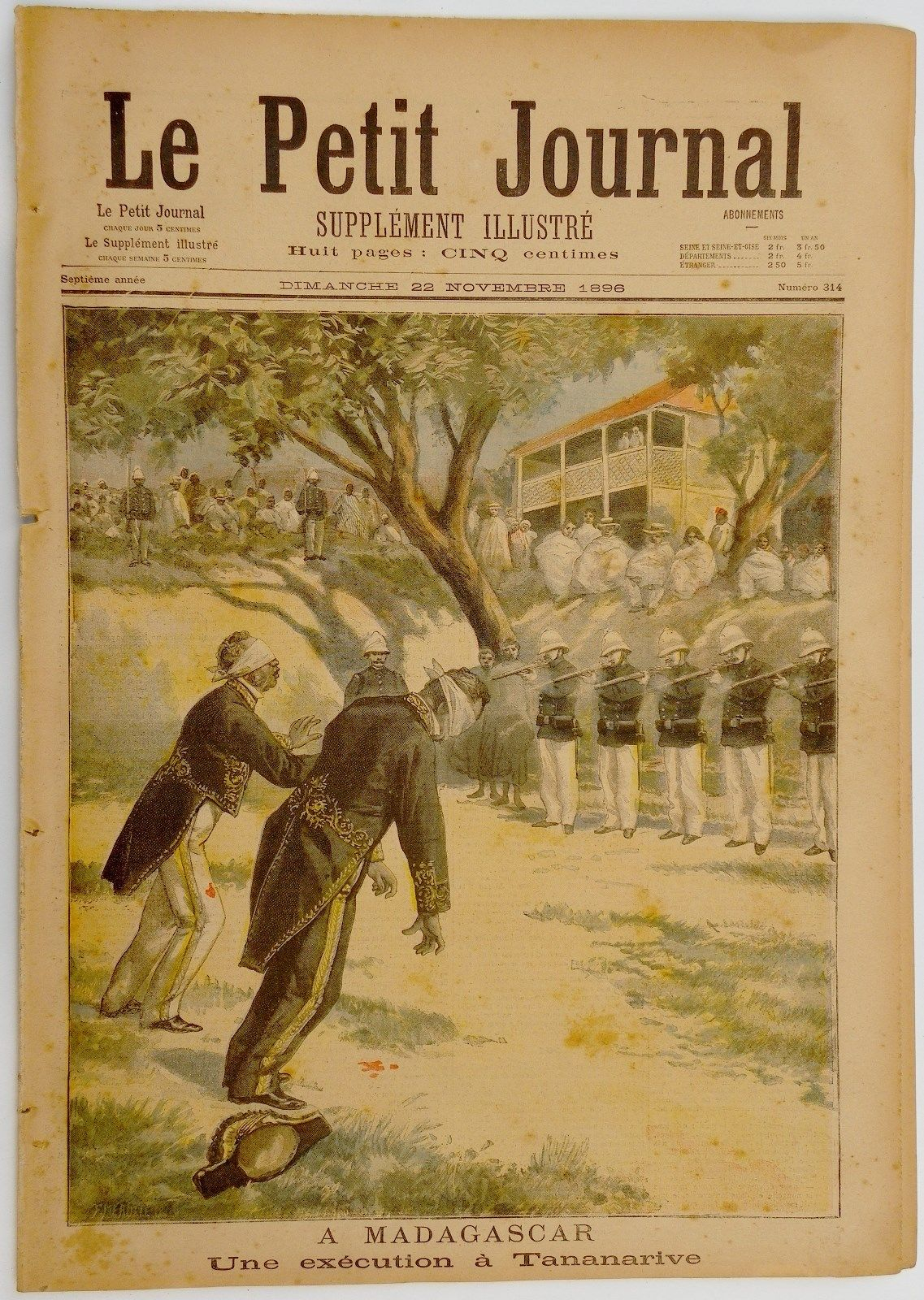
« Pacification » de Madagascar : exécution du prince Ratsimamanga et du ministre Rainandriamampandry qui s'étaient opposés à l'annexion de Madagascar par la France.

Le 11 octobre 1896, lendemain du départ de l’ancien résident général Laroche, Gallieni, qui jouit des pleins pouvoirs, fait arrêter le prince Ratsimamanga et Rabezandrina Rainandriamampandry, ministre de l’Intérieur, et les traduit devant le Conseil de guerre pour rébellion et « fahavalisme ». Le 15 octobre, à l’issue d’une parodie de procès,, ils sont condamnés à mort et exécutés à titre d’exemple, souhaitant faire « forte impression sur les indigènes ». Un des membres du Conseil de guerre devait confirmer par la suite que les deux accusés avaient été « condamnés sur ordre » de Gallieni. Ce dernier détruit le procès-verbal de l’audience plutôt que de le transmettre aux archives militaires.
La reine Ranavalona III est accusée de comploter contre l’influence française, elle est déchue le 27 février 1897 et exilée à l’île de la Réunion, proclamant la fin de la monarchie malgache et de la dynastie des Mérinas. En huit ans de proconsulat, Gallieni « pacifie » la grande île, procédant à sa colonisation. L'instauration du travail forcé et les exécutions sommaires massives qui caractérisèrent la répression qu’il conduisit contre la résistance malgache à la colonisation, firent de nombreux morts.
À la suite du vote de la chambre des députés, en même temps que l'annexion de l'île, l'esclavage est aboli à Madagascar le 26 septembre 1896 par le général Laroche, entraînant la libération de plus de 500 000 esclaves à travers le pays.
Paul Vigné d'Octon dénonce le massacre d'Ambiky à la Chambre des députés en 1900 en désignant le commandant Augustin Gérard et son supérieur Joseph Gallieni comme des possibles organisateurs. Pour ce dernier, le nombre des victimes, évalués à 5000 par les uns, fut de 2500 pour les autres. Le rapport de Gérard indique 97 Sakalava tués sur le terrain et au moins 150 blessés (…) laissés dans les bois aux abords de la position. En outre, 450 prisonniers (dont deux tiers de femmes et d’enfants) sont restés entre nos mains.
Gallieni est aussi à l’origine du massacre de Menalamba à Madagascar, qui a eu pour conséquence de maintenir l'esclavage sur l'île qu'il avait pourtant aboli plus tôt.
Selon le général Gallieni, l’action militaire devait être accompagnée d’une aide aux peuples colonisés dans différents domaines tels que l’administration, l’économie et l’enseignement. Elle nécessitait un contact permanent avec les habitants ainsi qu’une parfaite connaissance du pays et de ses langues. Sous l’impulsion de Gallieni, de nombreuses infrastructures sont mises en place : chemin de fer de Tamatave à Tananarive, Institut Pasteur, écoles laïques dispensant un enseignement en français.[réf. nécessaire]
Son subordonné, le futur maréchal de France Hubert Lyautey, alors commandant, affirme qu’il « regarde le général comme le plus merveilleux spécimen d’homme d’action, d’organisateur, que nous puissions en cette fin de siècle opposer aux Anglo-Saxons d’en face. Madagascar contre Sud-Afrique, Gallieni contre Cecil Rhodes : beau match à jouer ».
Le général fait appliquer la politique dite de politique des races, qui consistait dans la reconnaissance de l’identité de chaque groupe ethnique et la fin de leur subordination à un autre groupe ethnique, ceci avant tout pour mettre fin à la domination mérina séculaire, les Mérinas étant les plus hostiles à la domination française. En s’appuyant sur les écrits d’anthropologues, comme Alfred Grandidier, voire de simples récits de voyagers du XIXee siècle et après un recensement systématique de la population utilisant la photographie, il tente de découper les circonscriptions administratives en suivant cette cartographie des races.
Le 3 novembre 1905, l'ancien maire de Lyon Jean-Victor Augagneur lui succède comme gouverneur.

### Première Guerre mondiale (1905-1916)

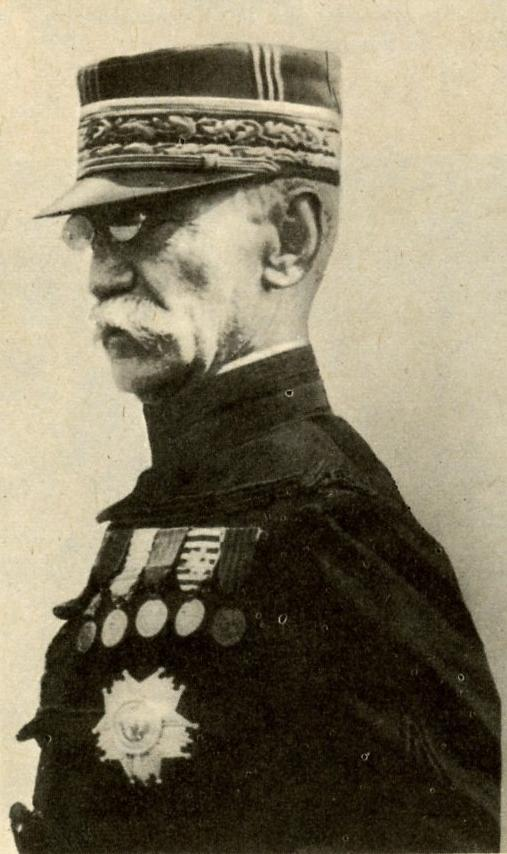
Gallieni, gouverneur militaire de Paris.

Le 9 août 1899, il est promu général de division. Depuis son séjour au Soudan français, il a gagné de nombreuses relations au sein de ce que l'on nomme le « Parti colonial », un groupe de pression républicain qui regroupe parlementaires, journalistes et représentants de chambres de commerce. Il publie plusieurs ouvrages narrant son expérience coloniale et y gagne une réputation d'administrateur capable. Il est alors considéré comme l'un des grands chefs militaires du moment.
À son retour définitif en France, en 1905, il a encore dix années devant lui avant la retraite. Il les consacre à préparer « la Revanche ». Gouverneur militaire de Lyon et commandant du 14e corps d'armée dès son retour, grand-croix de la Légion d’honneur le 6 novembre 1905, il est appelé au Conseil supérieur de la guerre le 7 août 1908 et reçoit également la présidence du Comité consultatif de défense des colonies. Pressenti pour devenir commandant en chef de l’Armée française en 1911, il refuse l’offre pour la laisser à Joseph Joffre, qui avait été l'un de ses adjoints à Madagascar, en prétextant son âge et sa santé.
Il prend sa retraite en avril 1914, mais il est rappelé en août après le déclenchement de la Première Guerre mondiale. Le 26 août 1914, il est nommé gouverneur militaire de Paris par Adolphe Messimy, ministre de la Guerre, pour assurer la défense de la capitale.
Alors que les Allemands approchent et que le gouvernement part pour Bordeaux en catastrophe, Gallieni met la ville en état de défense, rassure les Parisiens par une proclamation et contribue à la succès de la bataille de la Marne, en septembre 1914, grâce, notamment, aux troupes, commandées par le général Edgard de Trentinian, qu’il envoie en renfort, après avoir réquisitionné les taxis parisiens, à la 6e armée du général Maunoury qui se trouve sur l’Ourcq : la bataille de l’Ourcq comme la bataille de Mondement (armée Foch) a permis la victoire de la Marne. Toutefois, l'historien militaire Remy Porte réhabilite la vérité et explique que le transport de 4000 hommes (des fameux taxis de la Marne) n'a pas joué un rôle majeur dans une armée française forte de 1 500 000 hommes déployée lors de la bataille de la Marne. Il considère même que le rôle de Gallieni est largement exagéré et entretenu par ses adjoints après sa mort. Aux quelques polémiques orchestrées par les partisans coloniaux de Gallieni, le général Pétain répond alors : « Que cela plaise ou non, Joffre est à jamais le vainqueur de la Marne. » Selon Remy Porte, c'est Joffre, le commandant en chef, qui a permis de sauver Paris et d'éviter à l'armée française l'anéantissement.
Le 2 décembre 1914, le président de la République Raymond Poincaré fait part de ses inquiétudes concernant les agissements du général Gallieni au conseil des ministres. Gallieni  convoite le poste de Joffre et redouble ses intrigues (envers les généraux Joffre et Foch) qui menacent l union sacrée mis en place par le gouvernement.
Le 29 octobre 1915, il est nommé ministre de la Guerre du 5e gouvernement d’Aristide Briand. Jaloux, il entre en conflit avec Joffre et évoque publiquement les erreurs commises à Verdun. Briand le désavoue et il est contraint de démissionner le 10 mars 1916 (restant à son poste jusqu’au 16 mars).
Ayant des problèmes de santé, notamment un cancer de la prostate, il meurt le 27 mai 1916 des suites de deux interventions chirurgicales dans une clinique de Versailles. Après des funérailles nationales et conformément à ses dernières volontés, il est inhumé auprès de son épouse dans le cimetière de Saint-Raphaël.
Il est élevé à la dignité de maréchal de France à titre posthume le 7 mai 1921. La promotion de l’École militaire de Saint-Cyr de 1927 et l’avenue traversant l’esplanade des Invalides portent son nom.

## Gallieni et la contre-insurrection
Joseph Gallieni et son disciple Hubert Lyautey ont joué un rôle important dans l’usage et le raffinement des méthodes du général Bugeaud. À son arrivée à Madagascar en 1896, Gallieni change de façon énergique la doctrine et l’emploi de ses forces. La première préoccupation de ses troupes est d’abord de « ramener le calme et la confiance au sein de la population ». Gallieni ordonne une démonstration de force dans toutes les directions et à toute heure, pour « donner aux habitants une idée réelle de notre force militaire et être capable de leur donner confiance en notre protection ». « La méthode la plus féconde est celle de la tache d’huile, qui consiste à gagner progressivement du terrain en avant seulement après avoir organisé et administré l’arrière ». Cette méthode trouve un écho direct dans la future doctrine de contre-insurrection de David Galula.

« On assimile la guerre coloniale à la guerre d'Europe, dans laquelle le but à atteindre réside dans la ruine des forces principales de l'adversaire. Aux colonies, il faut ménager le pays et ses habitants, puisque celui-là est destiné à recevoir nos entreprises de colonisation futures et que ceux-ci seront nos principaux agents et collaborateurs pour mener à bien ces entreprises. »

— Joseph Gallieni, Rapport d'ensemble sur la pacification, l'organisation et la colonisation de Madagascar, Paris, Charles-Lavauzelle, 1900.
Gallieni expose sa méthode dans son Rapport d’ensemble sur la pacification, l’organisation et la colonisation de Madagascar (1900). Hubert Lyautey consigne la méthode de Gallieni dans son article intitulé « Du rôle colonial de l’armée » (1900) :

« Le meilleur moyen pour arriver à la pacification dans notre nouvelle colonie est d'employer l'action combinée de la force et de la politique. Il faut nous rappeler que dans les luttes coloniales nous ne devons détruire qu'à la dernière extrémité, et, dans ce cas encore, ne détruire que pour mieux bâtir. Toujours nous devons ménager le pays et les habitants, puisque celui-là est destiné à recevoir nos entreprises de colonisation future et que ceux-ci seront nos principaux agents et collaborateurs pour mener à bien nos entreprises. Chaque fois que les incidents de guerre obligent l'un de nos officiers coloniaux à agir contre un village ou un centre habité, il ne doit pas perdre de vue que son premier soin, la soumission des habitants obtenue, sera de reconstruire le village, d'y créer un marché, d'y établir une école. C'est de l'action combinée de la politique et de la force que doit résulter la pacification du pays et l'organisation à lui donner plus tard. »

— Joseph Gallieni, cité par Hubert Lyautey, « Du rôle colonial de l'armée », Paris, A. Colin, 1900, p. 16-17.

## Décorations
- Médaille militaire (12 juillet 1911)[27]
- Grand-croix de la Légion d'honneur (1905)
- Croix de guerre 1914-1918 avec palme
- Officier de l'Instruction publique

## Personnalité
Républicain sans faille, Gallieni n’a cependant aucune sympathie pour un régime parlementaire qu’il considère comme inadapté aux périodes difficiles comme la guerre. Sans attirance pour le nationalisme, il intègre totalement un patriotisme républicain qui lui permet d’étendre l’influence française dans le monde. Il parle quatre ou cinq langues couramment, et s’intéresse à l’histoire et à la philosophie. Apparemment modeste, il est silencieux et volontairement effacé, voire taciturne,.

## Ethnologie
Durant ses nombreux voyages, il se procure de nombreuses pièces d’ethnologie dont il fait don au muséum de Toulouse. Leur mode d'acquisition reste à étudier, mais des spoliations sont probables.

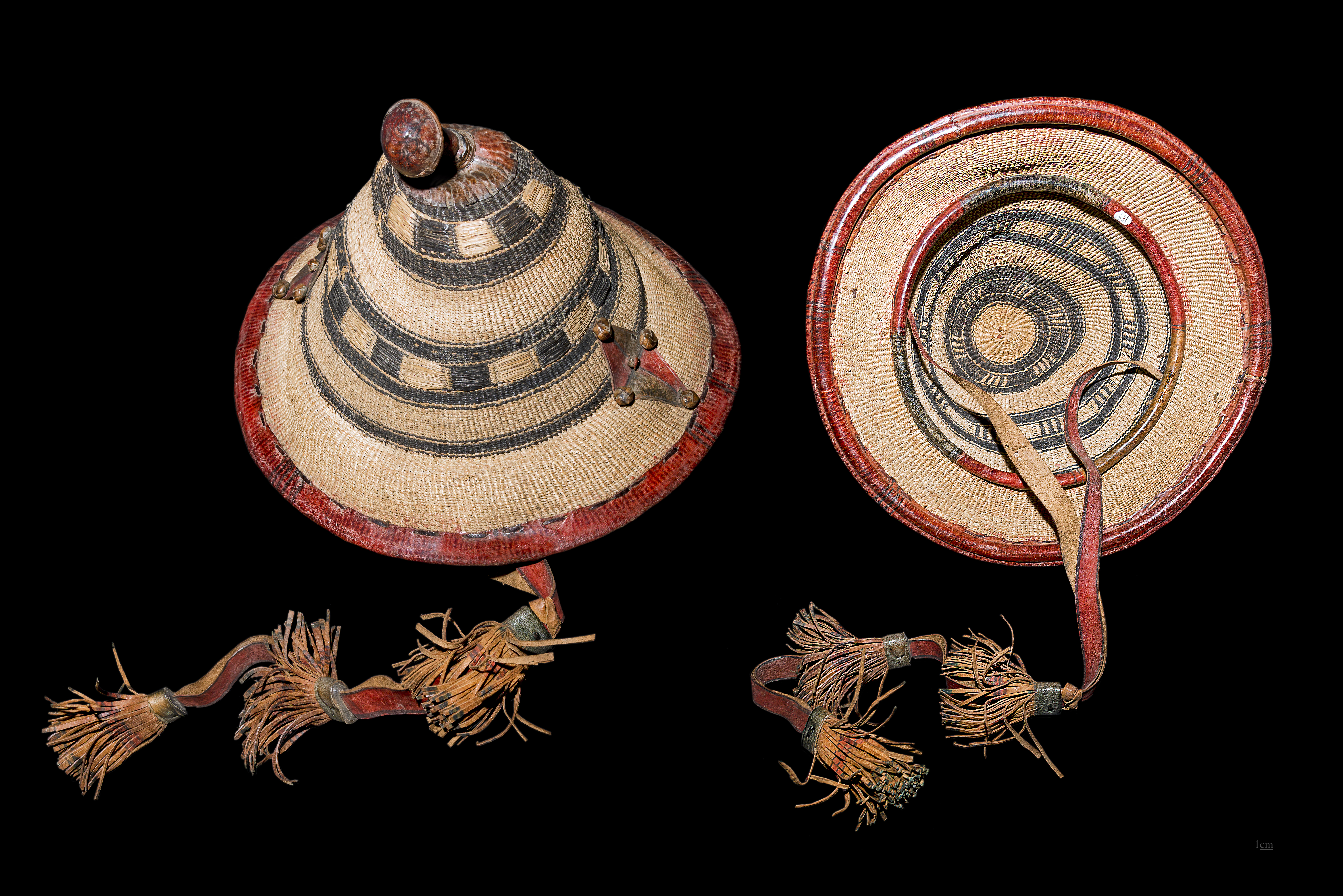
Chapeau de Berger du Soudan français.
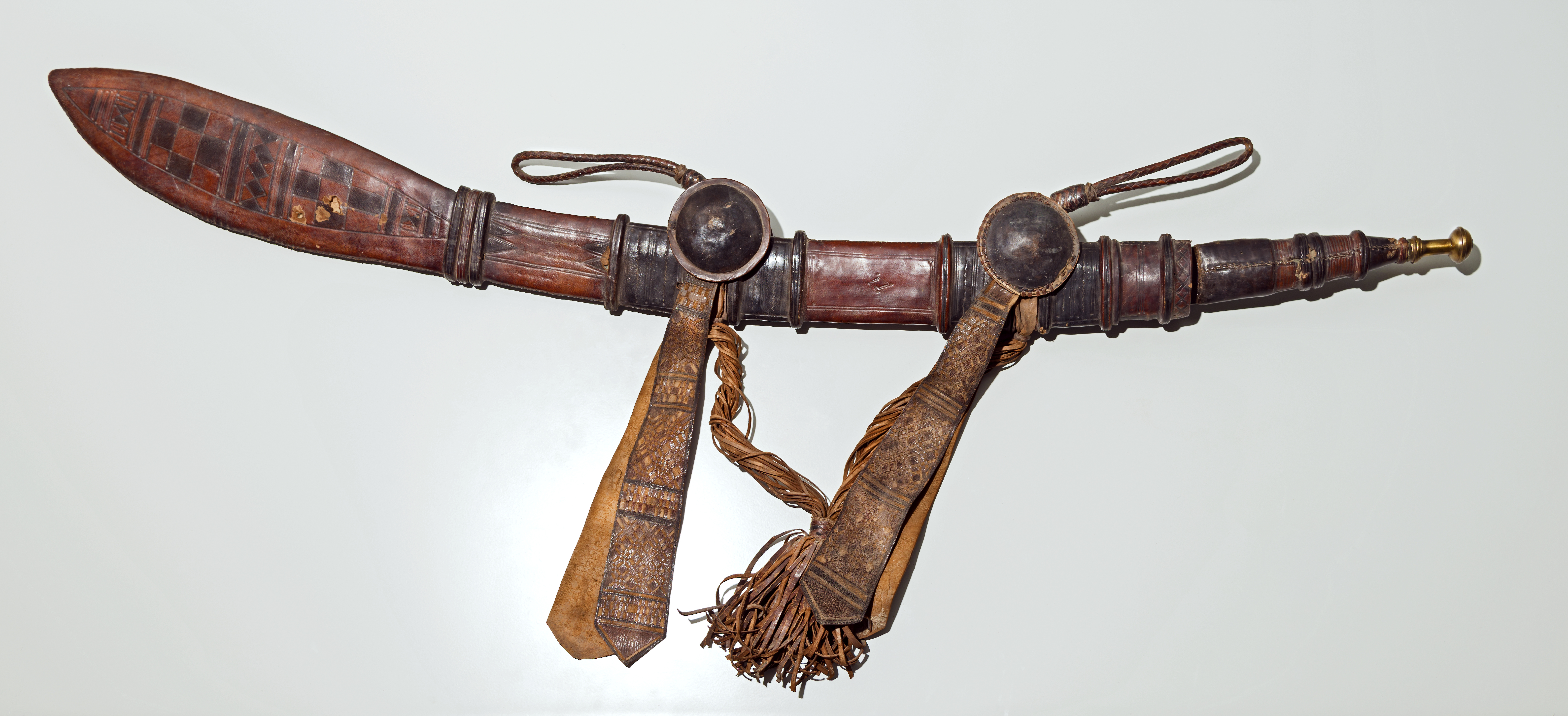
Sabre du Soudan français.
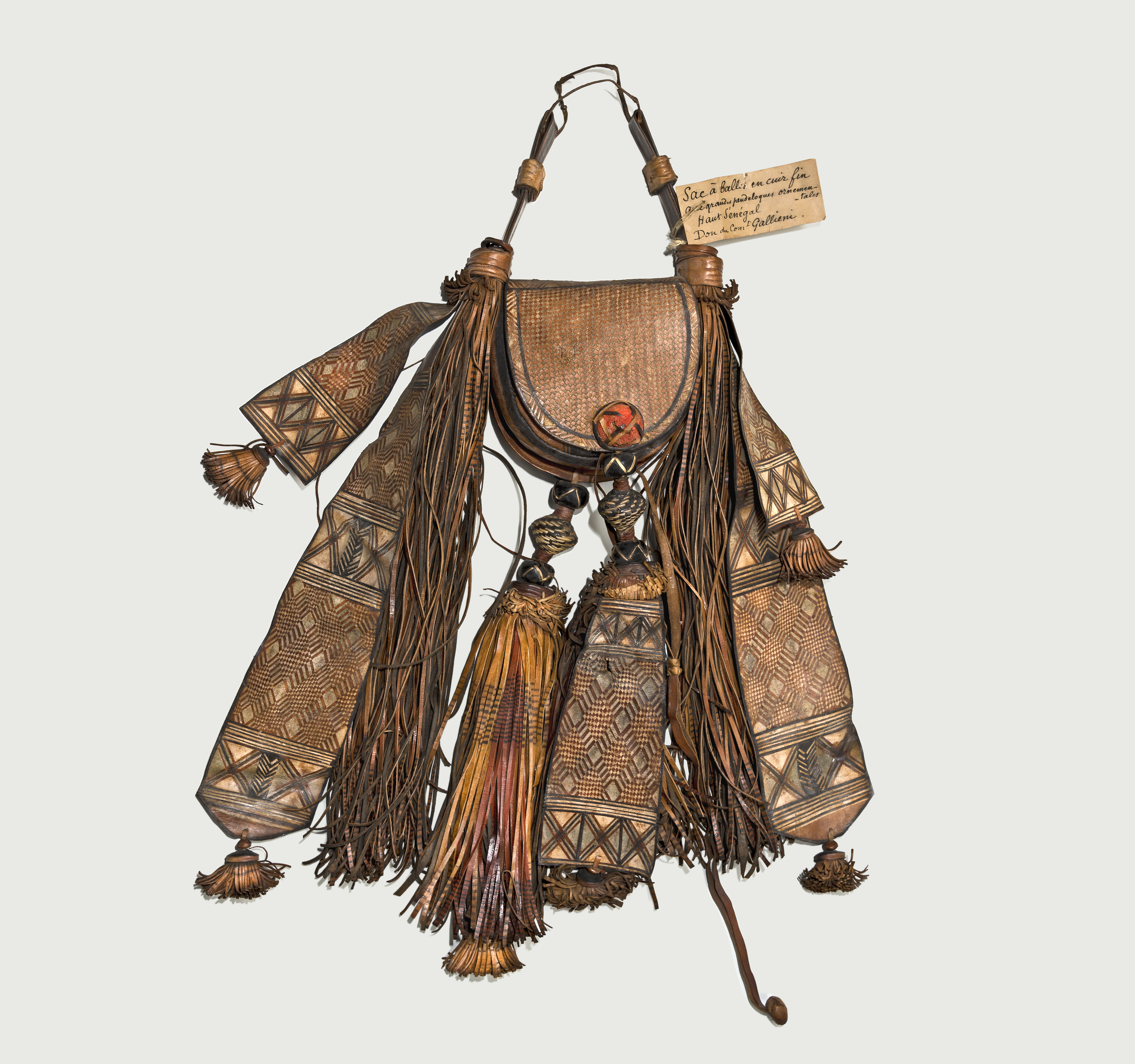
Giberne Soudan français.
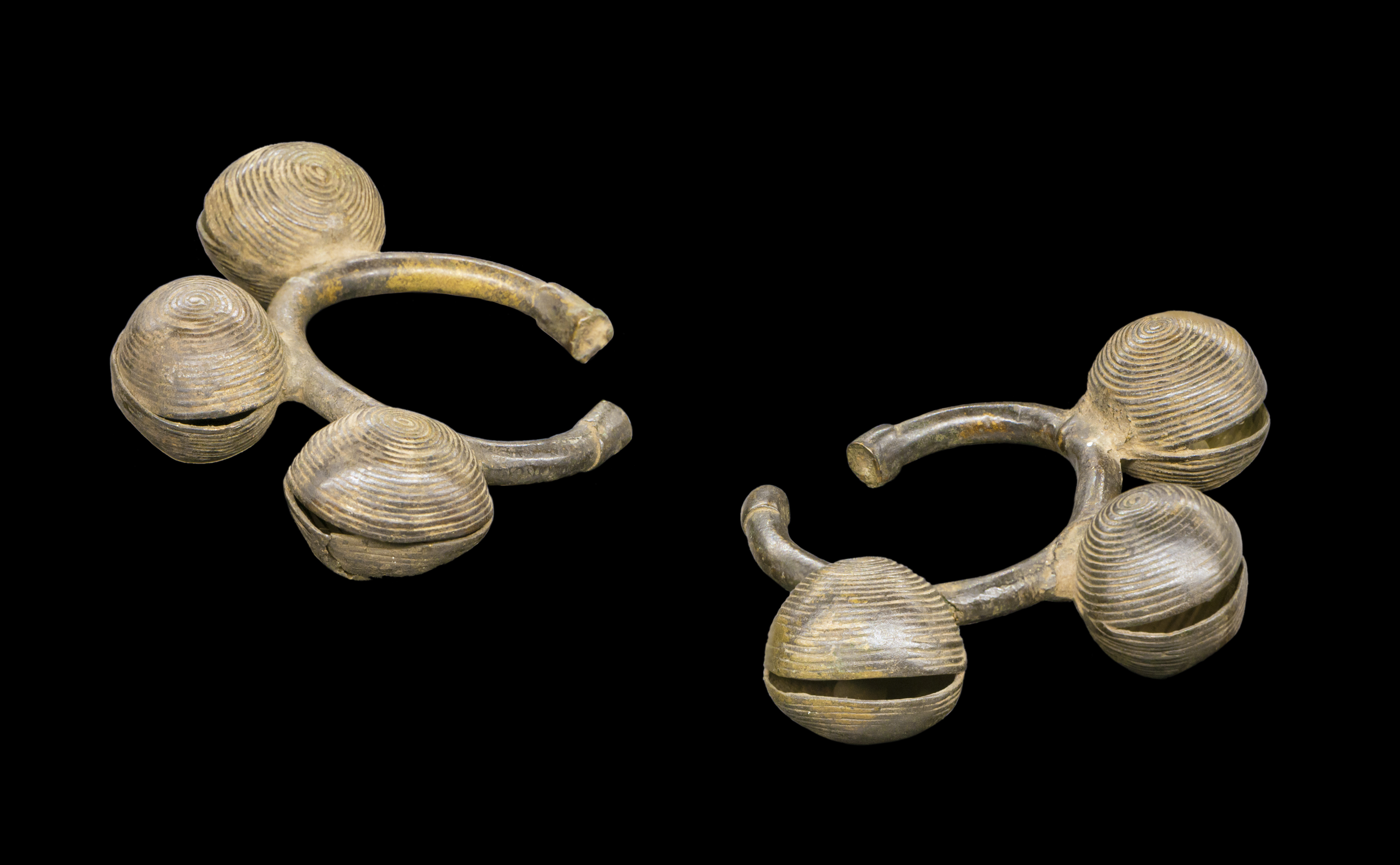
Bracelets de cheville. Culture Dan.
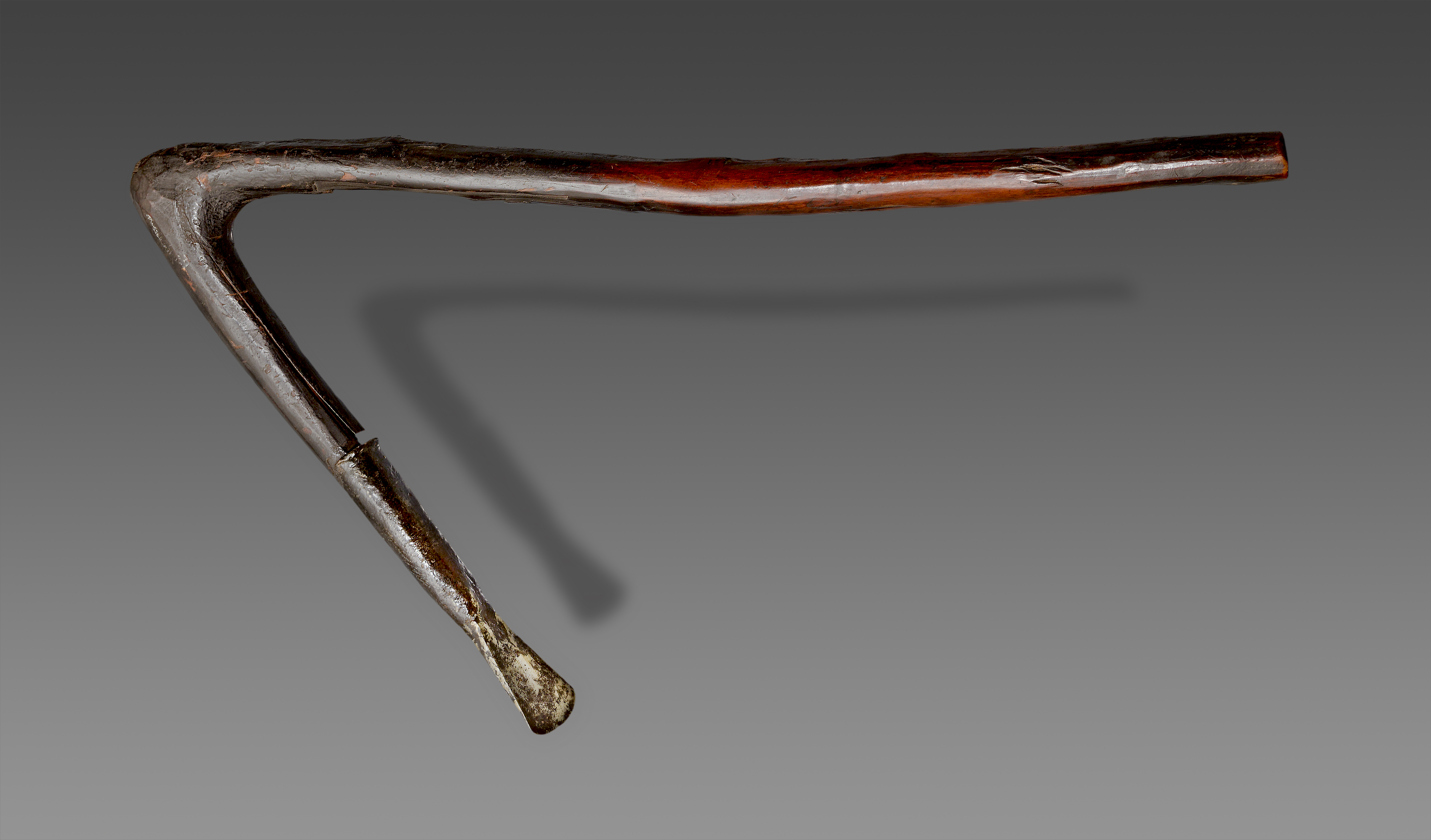
Herminette Sénégal.
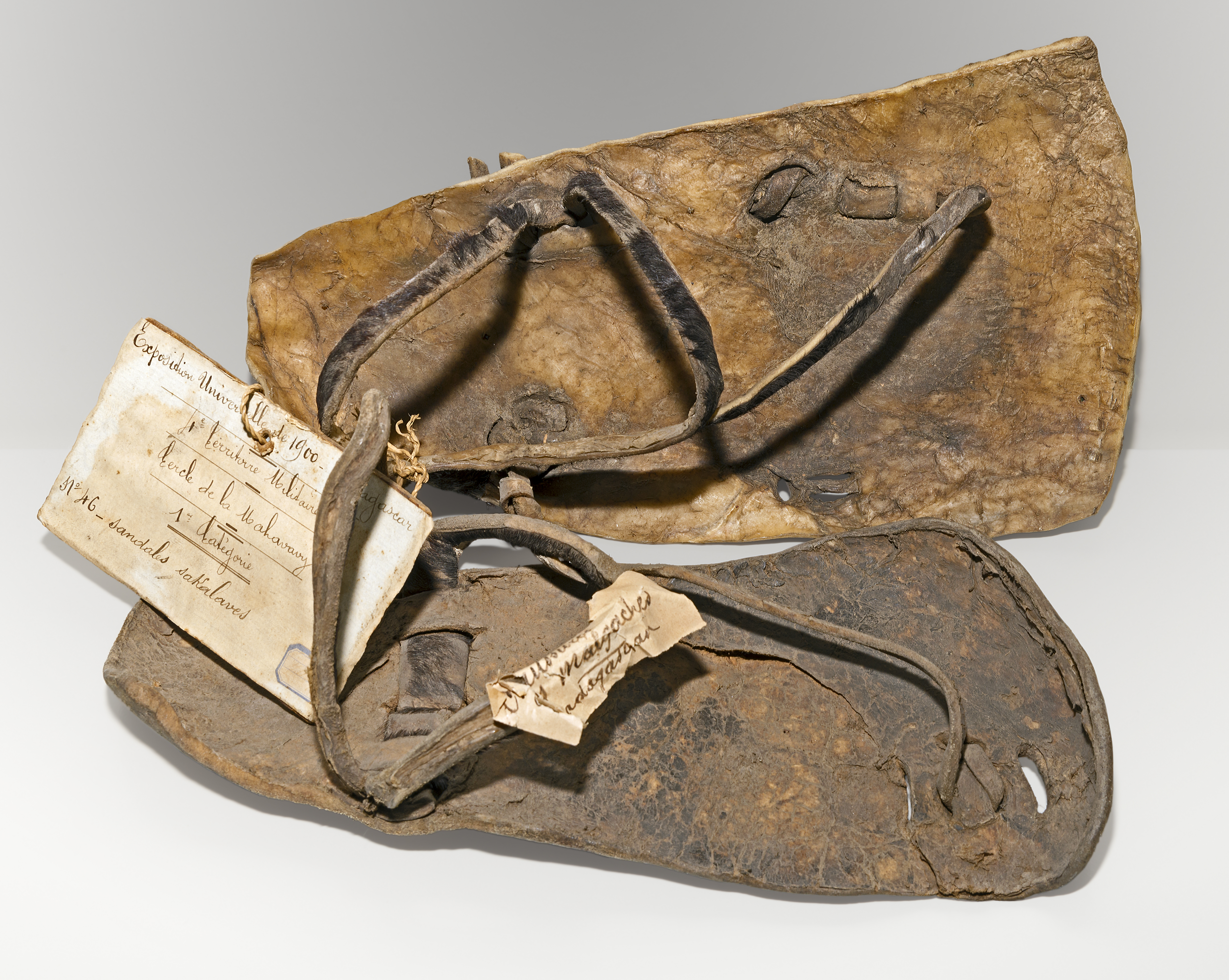
Paire de sandale sakalave exposée à l’exposition universelle de 1900 à Paris.

## Ouvrages
- Voyage au Soudan Français, 1879-1881, Paris, Hachette, 1885, avec 140 gravures dessinées sur bois par Édouard Riou [lire en ligne]
- Deux campagnes au Soudan français, 1886-1888, Paris, Hachette, 1891 [lire en ligne]
- Trois colonnes au Tonkin, 1894-1895, 1899
- Rapport d’ensemble sur la pacification, l’organisation et la colonisation de Madagascar, 1896-1899, Paris, Charles-Lavauzelle, 1900 [lire en ligne]
- Madagascar de 1896 à 1905, Tananarive : Impr. officielle, 1905, 2 vol.
- Neuf ans à Madagascar, 1906 [lire en ligne]
- Mémoires du Général Galliéni - Défense de Paris (25 août - 11 septembre 1914), Paris, Payot et Cie, 1920[31]
- Les Carnets de Galliéni, publiés par son fils Gaëtan Galliéni, avec des notes de Pierre-Barthélemy Gheusi, Paris, Albin Michel, 1932

## Hommages et critiques
La mémoire de Joseph Galliéni est honorée par des hommages dans de nombreux domaines (noms de lieux, monuments). Toutefois, en raison de son rôle dans les massacres lors de la conquête coloniale de Madagascar, certaines associations antiracistes et anticoloniales remettent en question le bien-fondé de certains hommages rendus sur l'espace public.

### Toponymes
Plusieurs lieux et voiries portent son nom.

#### En France
- À Nogent-sur-Marne, en banlieue parisienne :
  - l'école maternelle Gallieni ;
  - le boulevard Gallieni.
- À Villiers-sur-Marne, en banlieue parisienne, la rue du Général-Gallieni.
- À Asnières-sur-Seine, en banlieue parisienne, la rue Gallieni.
- À Bagnolet :
  - l'avenue Gallieni, aux portes de Paris ;
  - la station de métro Gallieni, nommée ainsi de par sa proximité avec l’avenue Gallieni ;
  - la gare routière internationale de Paris-Gallieni, nommée ainsi de par sa proximité avec l’avenue Gallieni.
- À Bondy, l'avenue du Général-Gallieni.
- À Bordeaux, le cours Gallieni.
- À Boulogne-Billancourt, la rue Gallieni qui traverse la ville d'est en ouest va de la porte de Saint-Cloud jusqu'aux bords de Seine.
- À Brest, la rue Général-Gallieni, proche du nouveau quartier des Capucins.
- À Cannes, l'avenue du Maréchal-Gallieni.
- À Conflans-Sainte-Honorine, l'avenue du Maréchal-Gallieni.
- À Cormeilles-en-Parisis, la rue Gallieni.
- À Draguignan, l'avenue Gallieni.
- À Fépin, la rue Gallieni.
- À Fresnes, en banlieue parisienne, la rue Gallieni.
- À Grenoble, le boulevard Général-Gallieni.
- Au Havre, la rue Maréchal-Gallieni.
- À Issy-les-Moulineaux, le Boulevard Gallieni.
- À Lyon, le pont Gallieni, au-dessus du Rhône[33].
- À Malakoff, la rue Gallieni.
- À Melun, la place Gallieni.
- À Mont-Saint-Aignan, l'avenue du Général-Gallieni.
- À Nice, l'avenue Gallieni.
- À Nouméa, l'avenue Gallieni.
- À Paris, l’avenue du Maréchal-Gallieni traverse l’esplanade des Invalides.
- À Poissy, la rue Gallieni.
- À Rosny-sous-Bois, la rue du Général-Gallieni.
- À Rouen, rue du Maréchal-Gallieni.
- À Suresnes, en banlieue parisienne, le quai Gallieni.
- À Thionville, la rue Gallieni.
- À Toulouse, le lycée Joseph-Gallieni.
- À Saint-Béat, l'avenue Gallieni.
- À Triel-sur-Seine, la rue du Général-Gallieni longe la voie ferrée et de belles villas en meulière fin XIXe.
- À Versailles, la rue du Maréchal-Gallieni.
- À Villennes-sur-Seine, la rue du Général-Gallieni.
- À Viroflay, en banlieue parisienne, la rue du Général-Gallieni.
- À Fréjus :
  - le lycée professionnel Gallieni (dans le quartier Gallieni) ;
  - le quartier Gallieni ;
  - anciennement le stade Galliéni, devenu stade Guy-David ;
  - la piscine Gallieni (dans le quartier Gallieni) ;
  - le château Gallieni (la résidence appartenait jadis à la famille Savelli et faisait partie de la donation de Marthe Savelli lors de son mariage avec le maréchal Gallieni le 27 août 1882).

- Dans les îles Kerguelenn :
  - la péninsule Gallieni ;
  - la passe Gallieni et les roches du Gallieni, dans ce même archipel, sont elles nommées d'après le navire Gallieni qui desservit des années 1950 aux années 1970 les Terres australes et antarctiques françaises.
- À La Flèche, le quartier Gallieni du Prytanée national militaire, l’un des six lycées de la Défense français.
- À Fort-de-France, la rue Gallieni.
- À Bethisy-Saint-Martin, la rue Gallieni

#### Hors de France

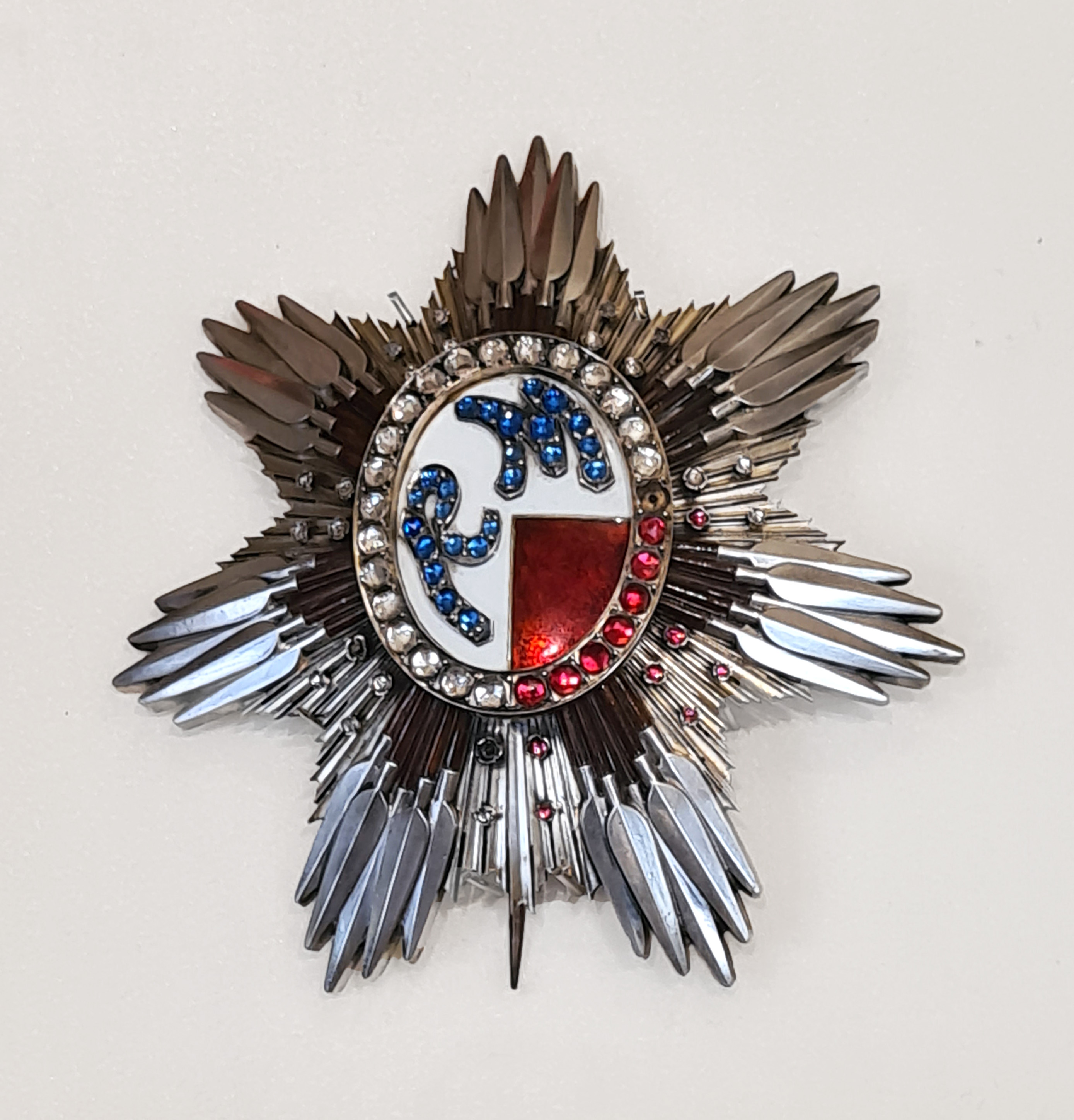
Plaque de l'Ordre royal de Madagascar décerné au maréchal.

##### Madagascar
- À Tamatave, une caserne de la Gendarmerie nationale porte également son nom : le camp Gallieni.
- À Antananarivo, le grand bâtiment scolaire aux alentours du Rova d'Antananarivo dans le quartier d'Andohalo portait, jusqu'en 1979, le nom de lycée Gallieni.

##### Côte d'Ivoire
- À Abidjan, sur Le Plateau, le camp Gallieni, camp militaire abritant l'état-major des armées.

### Navires
Différents navires de la Compagnie des Messageries maritimes dont plusieurs desservirent Madagascar :
- Général Gallieni (ex Marienbad, devenu le Pellerin de Latouche), paquebot autrichien saisi par les Britanniques en 1916 et qui servira comme transport de troupes français jusqu’en 1923.
- Maréchal Gallieni (ex Cassel), paquebot stationnaire allemand, remis à la France comme dommage de guerre et qui assurera la liaison entre la France et Madagascar entre 1922 et 1926[35].
- Maréchal Gallieni (ex Möwe), paquebot-mixte stationnaire allemand lancé en 1912, acheté par les Messageries maritimes en 1926, il est affecté sur la ligne de Madagascar qu'il assure, sauf entre 1942 et 1945, jusqu’en 1952[36].
- Gallieni, paquebot-mixte, lancé en 1953, assure la ligne avec Madagascar jusqu’en 1973. Entre 1956 et 1972 (et l’arrivée du Marion Dufresne), il assure également deux fois par an une rotation dans les Terres australes et antarctiques françaises[37].

### Monuments

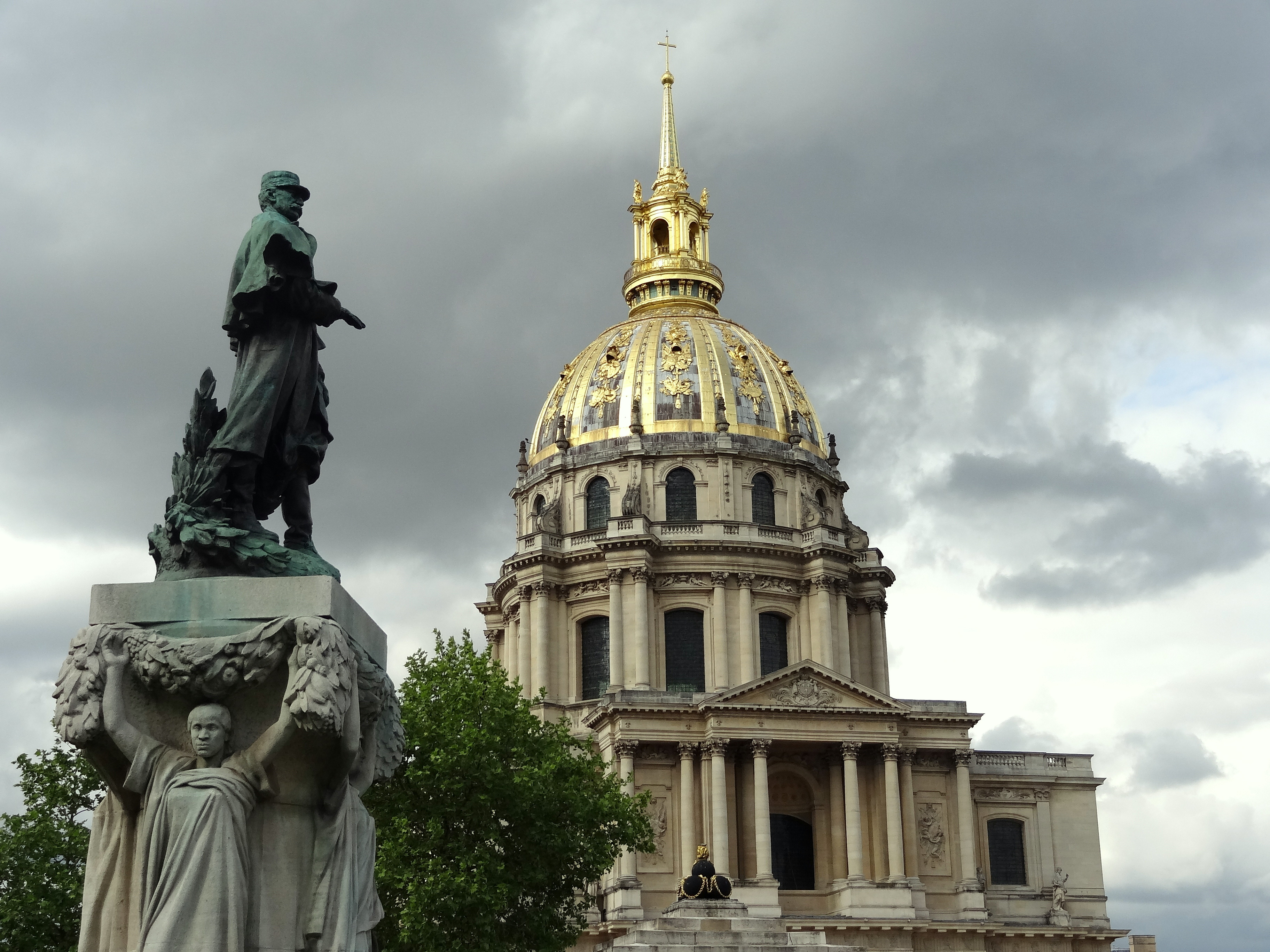
Monument place Vauban, sculpté par Jean Boucher.

Quelques mois après sa nomination posthume à la dignité de maréchal de France, la Ligue maritime et coloniale française, organe de propagande du colonialisme, lance un appel à souscription le 15 octobre 1921, qui rassemblera plus de 300 000 francs, afin d'édifier une statue pour glorifier l'action de Gallieni.
Le monument est offert à la ville de Paris qui l'érige en 1926 d'abord sur l'esplanade des Invalides (7e arrondissement). L'année suivante, la statue est vandalisée une première fois par des pacifistes. Dix ans plus tard, pour les besoins de l'Exposition universelle de 1937, le monument est déplacé place Vauban. Le 16 juin 2020, dans une démarche de décolonisation de l'espace public, le piédestal est recouvert d'inscriptions par des militants antiracistes : « Déboulonnons le récit officiel », « Dans un musée », « État responsable ».
Le musée de la Grande Guerre du pays de Meaux possède dans son parc une statue en bronze du maréchal Gallieni, scrutant l'horizon vers l'Est. Offerte par la ville de Paris, elle trônait jusqu'en 2007 au bord de la Route nationale 3, au carrefour de Trilbardou, point d'observation de la bataille de la Marne. Le monument avait fait l'objet d'une tentative de vol mais laissé sur place. Il fut restauré par la ville de Paris, qui possédait encore le plâtre ayant servi à sa création. Le plâtre a rejoint la vitrine « Marne 1914 » du musée.
Sa statue est l'une des trois du « monument des trois maréchaux » — sur l'esplanade de la Légion-d'honneur à Saint-Gaudens — décapitée dans la nuit du 21 au 22 décembre 2018.

### Botanique
Un rosier lui est dédié en 1899 par la maison Nabonnand sous le nom de 'Général Galliéni'.

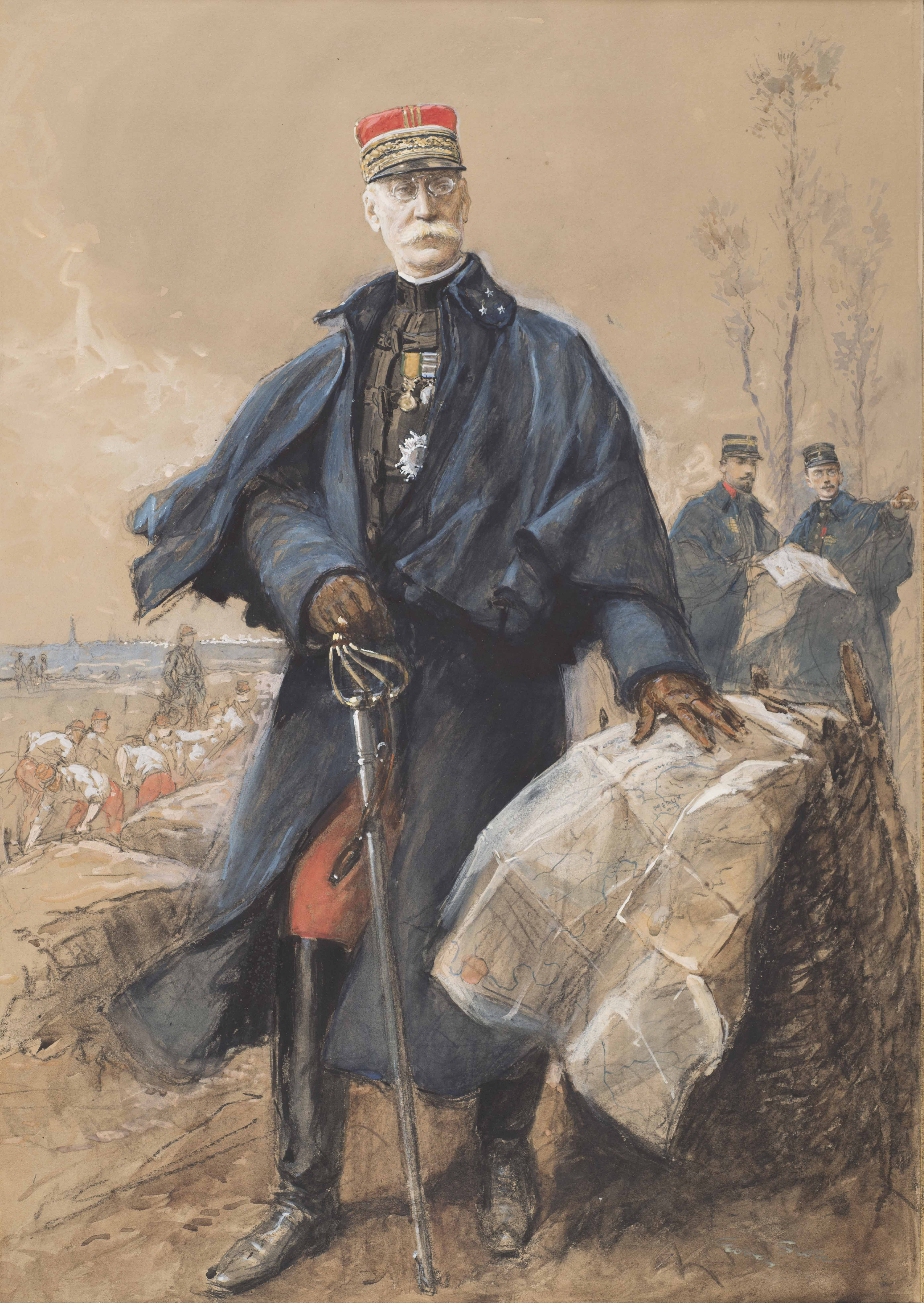
Le Général Galliéni organisant la défense de Paris, par G. Scott.

### Tableaux
- Joseph-Felix Bouchor, Portrait du Général Galliéni, 1915, musée d'Orsay[42]
- Ferdinand Roybet, Galliéni, 1916, « Album de la Guerre 1914-1919 », édité par le journal l'Illustration en 1930[43]
- Georges Scott, Le Général Galliéni organisant la défense de Paris, 1914, Bibliothèque, archives et musée de la Contemporaine[44]